# 트리니타 데이 몬티 성당

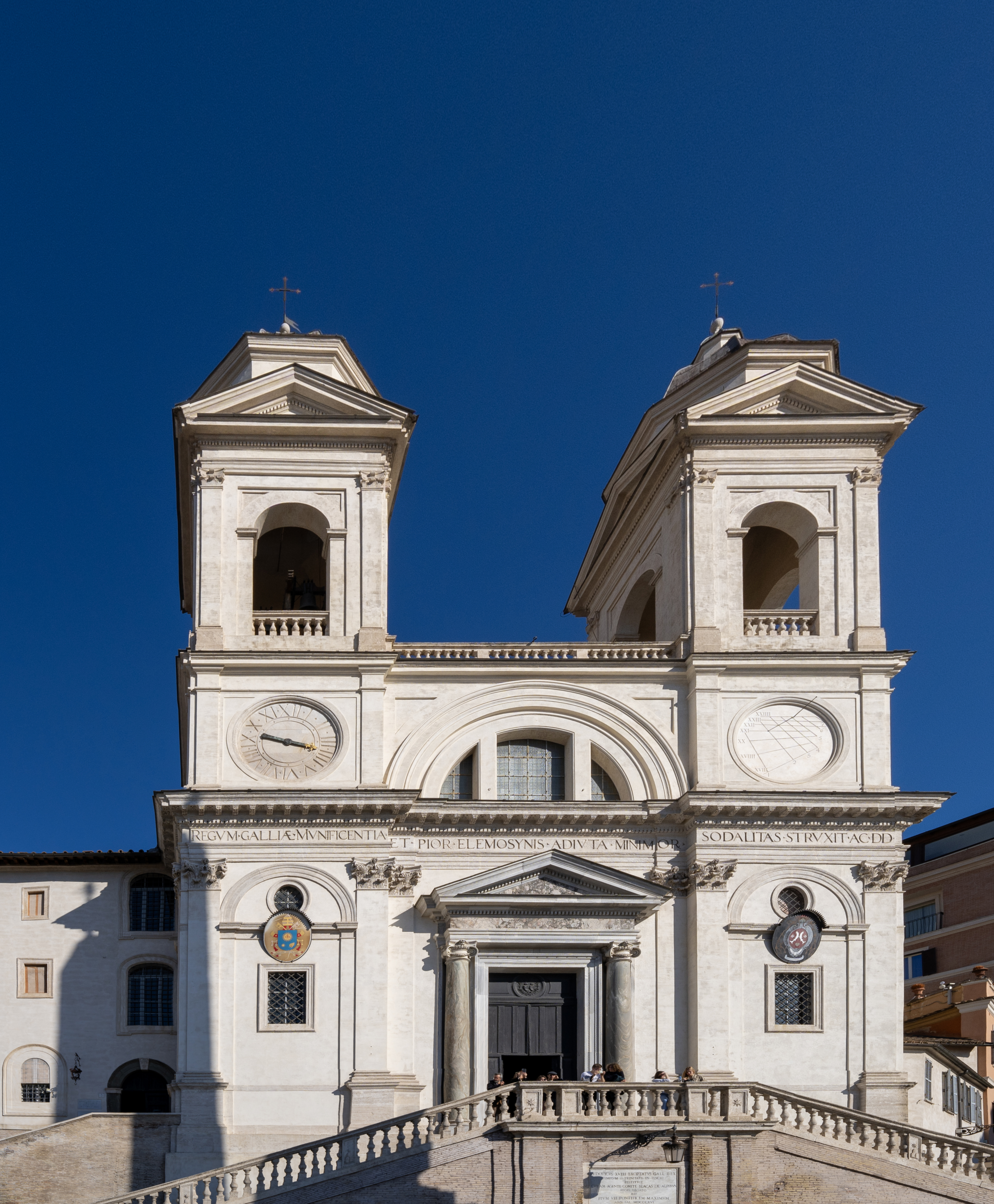
트리니타 데이 몬티 성당

트리니타 데이 몬티 성당(이탈리아어: Chiesa della Trinità dei Monti)은 이탈리아 로마의 로마 가톨릭교회 성당이다.